# كامبل لين
كامبل لين هو ممثل كندي، ولد في 15 يوليو 1935 بفانكوفر في كندا، وتوفي في 30 يناير 2014.

## أعمال

### أفلام
- (2006) فيلم مخيف 4

## وصلات خارجية
- كامبل لين على موقع IMDb (الإنجليزية)
- كامبل لين على موقع قاعدة بيانات الفيلم (الإنجليزية)
- كامبل لين على موقع ANN person (الإنجليزية)